# هاوانگن
هاوانگن (به آلمانی: Hawangen) یک شهر در آلمان است که در اونترالگوی واقع شده‌است. هاوانگن ۱٬۲۵۴ نفر جمعیت دارد.